# Tiny Toon Adventures: Viva le vacanze
Tiny Toon - Viva le vacanze (Tiny Toon Adventures: How I Spent My Vacation), è un film animato Direct-to-video del 1992, con protagonisti i personaggi della serie I favolosi Tiny (Tiny Toon Adventures).
Il film è stato prodotto dalla Warner Bros. Animation insieme alla Amblin Entertainment e segue le avventure dei protagonisti durante le loro vacanze estive, lontano dalla scuola. È stato distribuito l'11 marzo 1992 su VHS e laser-disc.

## Trama
Sono arrivate la vacanze alla Acme Looniversity. Ognuno dei Tiny Toon decide di viverle a modo suo, con il risultato che le loro avventure inevitabilmente si incroceranno.
Per esempio, Baby Bunny verrà coinvolta in una guerra di pistole ad acqua contro Buster. Subendo sempre sconfitte, scaricherà la sua frustrazione aprendo una diga, con il risultato di inondare con un'onda anomala l'intera Acme Acrees e di perdersi insieme a Buster ed il cane Byron. I tre dovranno sfuggire a diversi pericoli. Prima una famiglia di opossum tenterà di mangiarli Poi una famiglia di alligatori catturerà Buster per costringerlo a sposare la loro figliola, così Baby è costretta a salvarlo. Poco dopo, i tre vengono ingaggiati per uno spettacolo su una nave da crociera, ma dovranno fuggire una volta scoperto che i passeggeri sono tutti carnivori. Infine dovranno scappare da un maniaco omicida attraverso una grotta finché non ritornano a casa grazie ad un "buco della trama" (letteralmente in questo caso).
Duca convincerà Hamton a portarlo insieme alla sua famiglia alla Valle Felice, un famoso parco giochi. Ma il viaggio si rivelerà tutt'altro che piacevole a causa dei modi fin troppo vivaci e disgustosi della famiglia di maiali Come se non bastasse la famiglia da un passaggio ad un autostoppista che si rivelerà essere un maniaco omicida, ma solo Duca se ne accorgerà e dovrà scappare da lui. Ciliegina sulla torta, una volta arrivati al parco, Duca scopre che la famiglia di Hamton va in quel posto, solo per ammirare il panorama, e non per entrare nel parco giochi. E sarà costretto a sorbirsi il viaggio di ritorno.
Per avere un suo autografo, FiFì vuole incontrare a tutti i costi il suo idolo Johnny Pew. Scoperto l'hotel in cui alloggia, tenterà inutilmente di entrare, ma con un escamotage riesce ad incontrarlo lo stesso. Quest'ultimo si rivelerà però un mascalzone che non esiterà a sfruttarla come schiavetta, finché una volta al cinema FiFì non perderà le staffe quando lo vedrà fare un autografo ad un'altra puzzola più sexy e gli urlerà contro arrivando a buttarlo fuori a calci dalla sala
Elmyra, durante un safari coi suoi genitori, scenderà dalla macchina per cercarsi un nuovo gattino Le creature dello zoo, sia quelle feroci e non, saranno costretti così a subire le sue amorevoli "cure" finché queste non scapperanno, dopo che Elmyra arriverà a togliere la pelliccia ad un leopardo. Alla fine la bambina riuscirà a trovare un nuovo cucciolo in Johnny Pew.
Fowlmouth, dopo vari tentativi, riesce a convincere Fata, ad andare insieme a lui al cinema, ma i suoi modi chiassosi arriveranno a disturbare tutti, con il risultato che verrà buttato fuori.
Dizzy perde tutti i peli a causa di un incidente, così vergognandosi, deve coprirsi con un grosso cartone. Gli altri compagni equivocano la situazione pensando che stia lanciando una nuova moda
Le vacanze sono così finite e tutti ritornano alla Acme Looniversity facendo un resoconto di quello che è successo. Ma Baby si prende la soddisfazione di vendicarsi finalmente di Buster gettandogli addosso una vera e propria cascata.